# Peter Jung (Rechtswissenschaftler)
Peter Jung (* 2. Juli 1965 in Offenbach am Main) ist ein deutscher Rechtswissenschaftler und Hochschullehrer.

## Leben
Nach dem Abitur 1984 und anschließendem Wehrdienst studierte Jung von 1985 bis 1991 Rechtswissenschaften an den Universitäten Passau, Toulouse und Göttingen. In Passau ergänzte Jung sein Studium um das Fach Geschichte, bei seinem Aufenthalt in Toulouse erlangte er den Abschluss Maîtrise en droit. Nach dem Ersten Juristischen Staatsexamen 1991 besuchte er 1992 zu einem Sommerstudium die London School of Economics and Political Science, bevor er von 1993 bis 1995 seinen Referendariatsdienst am Hanseatischen Oberlandesgericht in Hamburg absolvierte. Bereits während des Referendariats begann er an der Universität Göttingen zu promovieren. Die Promotion zum Dr. iur. erfolgte dann 1995 mit der Arbeit Die Vertragsbindung unter veränderten geschäftswesentlichen Umständen – Eine vergleichende Betrachtung des deutschen und französischen Rechts. Von 1996 bis 1999 war er Wissenschaftlicher Assistent an der Universität Freiburg im Breisgau. Im selben Jahr wurde Jung Sekretär und Leiter der Fachgruppe Handels- und Wirtschaftsrecht der Gesellschaft für Rechtsvergleichung. Von 1998 bis 2002 erhielt er ein Habilitationsstipendium der Deutschen Forschungsgemeinschaft, durch das er unter anderem seine Studien an der Harvard Law School 2001 ausweiten konnte. 2002 erfolgte seine Habilitation in Freiburg, mit der Arbeit Der Unternehmergesellschafter als personaler Kern der rechtsfähigen Gesellschaft – Eine Studie zur Relativität der rechtlichen Verselbständigung von Gesellschaften. Anschließend war er dort als Privatdozent tätig.
Seit 1999 lehrt Jung als Gastprofessor an der Universität Panthéon-Assas in Paris. 2003 folgte er einem Ruf an die Universität Halle, an der er den Lehrstuhl für Bürgerliches Recht, Deutsches und Europäisches Wirtschaftsrecht besetzte. Auch nach seinem Weggang aus Halle wirkte er dort, unter anderem durch die Unterstützung bei der Errichtung der Gundling-Professur als Stiftungsprofessur der Deutschen Vereinigung für gewerblichen Rechtsschutz und Urheberrecht, weiter.
2004 nahm er einen Ruf der Universität Basel an und wurde dort Ordinarius für Privatrecht.

## Forschungsschwerpunkte
Zu Jungs Forschungsschwerpunkten gehören das Bürgerliche Recht, insbesondere das Obligationenrecht, das Handels- und Gesellschaftsrecht, Banken- und Versicherungsrecht, Wettbewerbs- und Kartellrecht. Besonders pflegt er auch eine internationale Ausrichtung, so gehören zu seinen Fachgebieten auch Internationales Privatrecht, Privatrecht der Europäischen Gemeinschaft sowie französisches Handels- und Wirtschaftsrecht.

## Publikationen (Auswahl)
- Die Bindungswirkung des Vertrages unter veränderten geschäftswesentlichen Umständen: Eine vergleichende Betrachtung des deutschen und französischen Rechts (= Arbeiten zur Rechtsvergleichung. Bd. 173). Nomos, Baden-Baden 1995, ISBN 3-7890-4063-0 (Dissertation, Universität Göttingen, 1994).
- Handelsrecht. Beck, München 1998; 12. Auflage 2019, ISBN 978-3-406-72406-0.
- Der Unternehmergesellschafter als personaler Kern der rechtsfähigen Gesellschaft (= Jus privatum. Bd. 75). Mohr Siebeck, Tübingen 2002, ISBN 3-16-147862-2 (Habilitationsschrift, Universität Freiburg im Breisgau, 2001/02).